# Almut Schlichting
Almut Schlichting (* 1977 in Northeim) ist eine deutsche Jazzmusikerin (Alt- und Baritonsaxophon, Komposition).

## Leben und Wirken
Schlichting wuchs in einem kleinen Dorf in Niedersachsen auf. 1996 zog sie zum Jazzstudium an der Hochschule der Künste nach Berlin, das sie 2002 mit dem Diplom abschloss. Seitdem arbeitet sie dort als Musikerin.
Schlichting gründete 1997 ihr Quintett Shoot the Moon, für das sie auch komponierte; mit der Band spielte sie deutschlandweit Konzerte und Festivalauftritte; zwischen 2006 und 2016 entstanden vier Alben. Die letzte CD (Saints and Fools, 2016) baut auf der weltlichen Musik des Mittelalters auf, die mit Jazzelementen vermischt wird. 2010 und 2011 war sie am Staatstheater Cottbus mit dem Steyer Saxophonquartett bei Johann Kresniks Inszenierung von „Fürst Pücklers Utopia“ engagiert.
2010 bildete Schlichting als Baritonsaxophonistin mit dem Bassisten Sven Hinse das Duo Subsystem, das auch mit Efrat Alony auftrat und die CDs Unterholz, Schneekönig und Drei veröffentlichte. Mit Anke Lucks und Christian Marien entstand die Insomnia Brass Band, die 2020 das Album Late Night Kitchen vorlegte, gefolgt von Road Works (2022).
Als Mitglied der Bläsergruppe Horny Hornz war Schlichting zudem mit der Cover-Band Sheik Yerbouti und der Musik von Frank Zappa unterwegs und an deren Alben Ouch Patrol und Unverschämtheit Vol. 2 beteiligt. Mit dem Rusira Mixtett veröffentlichte sie 2013 das Album Krambambuli bei Konnex Records. Als Gastsolistin trat sie mit dem Jazzorchester von Hannes Zerbe auf.
Seit 2013 betreibt sie gemeinsam mit ihrem Ehemann, dem Saxophonisten Alexander Beierbach, das kleine Berliner Independent-Label Tiger Moon Records. So war es möglich, im November 2022 zeitgleich die beiden Schlichting-Alben Road Works und Drei herauszubringen.

## Preise und Auszeichnungen
2002 erhielt Schlichting den 1. Preis im Kompositionswettbewerb der Big Band Blechschaden. Mit ihrer Band Shoot the Moon war sie 2005 Preisträgerin des Studiowettbewerbs der Senatsverwaltung für Wissenschaft, Forschung und Kultur Berlin. Ein Kompositionsstipendium des Berliner Senats erhielt sie 2014. Die Imsomnia Brass Band erhielt als „Band des Jahres“ den Deutschen Jazzpreis 2023.